# Меликов, Николай Леванович
Князь Николай Леванович Меликов (груз. ნიკოლოზ ლევანის ძე მელიქიშვილი, арм. Նիկոլայ Լևանովիչ Մելիքյան; 12 (24) января 1867, Тифлис, Российская империя — 30 октября 1924, Париж, Франция) — российский офицер, генерал-майор (с 1916), командир Финляндского 20-го драгунского полка (1915—1917).

## Биография
Поступил в Пажеский корпус, где 1 сентября 1886 года принят на военную службу. По окончании по 2-му разряду Пажеского корпуса, 7 августа 1887 года в чине корнета зачислен в Нижегородский 17-й драгунский полк.
7 августа 1891 года в чине поручика, с 5 марта 1896 года — штабс-ротмистра.
С 25 июня 1898 по 28 января 1899 года состоял в запасе.
6 мая 1900 года в чине ротмистра в течение года и семи месяцев командовал сотней.
С 1904 по 1905 год — участник русско-японской войны. За «боевые отличия» указом от 30 сентября 1904 года присвоено звание подполковника (произведён в 1905 году).
С 1910 по 1911 год являлся членом правления Тифлисского поощрительного скакового общества. Проживал в Тифлисе на улице Броссе, дом 4.
С 6 декабря 1911 года — полковник. На 1 января 1909 года и в 1914 году в составе 17-го драгунского Нижегородска полка.
Участник Первой мировой войны. Осуществлял общее руководство нижегородскими эскадронами в ходе знаменитой атаки у Колюшек 10 ноября 1914 г.
С 27 марта 1915 по 5 февраля 1917 года был командиром Финляндского 20-го драгунского полка. Указом от 29 октября 1915 года присвоено звание генерал-майора (произведён 28 августа 1916 года).
После революционных событий 1917 года эмигрировал во Францию.
Скончался 30 октября 1924 года в Париже.

## Семья
- Отец — князь Леван Иванович Меликов (1817—1892), генерал от кавалерии, генерал-адъютант, член Государственного Совета.
- Мать — княжна Александра Мамуковна (Макаровна) Джамбакуриан-Орбелиани (1 октября 1835 — 22 июня 1914)
- Брат — князь Пётр (1862—1934), генерал-майор, генерал для поручений при варшавском генерал-губернаторе.
- Первая жена — Наталия Николаевна Арапова (21.04.1875 — 06.12.1971) — внучка Н. Н. Гончаровой от Петра Петровича Ланского. В браке с апреля 1895 года. Развелись в 1908 году. Умерла в городе Версале (Франция).
  - Дочь — Ирина (1896—1908)
  - Сын — Сергей (12.12.1897, Тифлис — 1979, Версаль), в 1923 году в Версале женился на графине Софье Петровне Клейнмихель (19.7.1899 — 12.2.1964, Вестминстер, Англия), в браке с которой родился сын Алексей (1925 — ?), принявший позднее британское подданство с фамилией Napier (принадлежавшей матери его первой жены-англичанки Джульет Hainault (р. 1925)). 10 января 1968 года женился во второй раз на Фелисити Asmwell (р. 1943). В первом браке имел двух дочерей — Александру и Луизу.
- Вторая жена — княжна Софья Ивановна Амилахвари (23.08.1885 — 20.12.1968).
  - Дочь — Елена (19.05.1909 — 15.09.1978).

## Награды
- Орден Святой Анны 4-й степени (1904)
- Орден Святого Станислава 3-й степени с мечами и бантом (1905)
- Орден Святой Анны 3-й ст. с мечами и бантом (1905)
- Орден Святого Станислава 2-й степени с мечами (1905)
- Орден Святой Анны 2-й ст. с мечами (1905)
- Орден Святого Владимира 4-й степени с мечами и бантом (1905)
- Орден Святого Владимира 3-й степени с мечами (ВП 05.03.1915)
- Георгиевское оружие (ВП 11.03.1915)

иностранные
- Орден Почётного легиона (Франция) офицерский (командорский) крест